# Fort Montluc
Cet article concerne la fortification de la ceinture de Lyon reconvertie en hôtel de police. Pour l'ancienne prison militaire, voir Prison Montluc.
Le fort Montluc est un ouvrage situé 5, rue du Général Mouton Duvernet, dans le 3e arrondissement de Lyon. D'abord construit en tant que fort de la première ceinture de Lyon en 1831, il est aujourd'hui occupé par le 2e hôtel de police de l'agglomération lyonnaise.

## Histoire

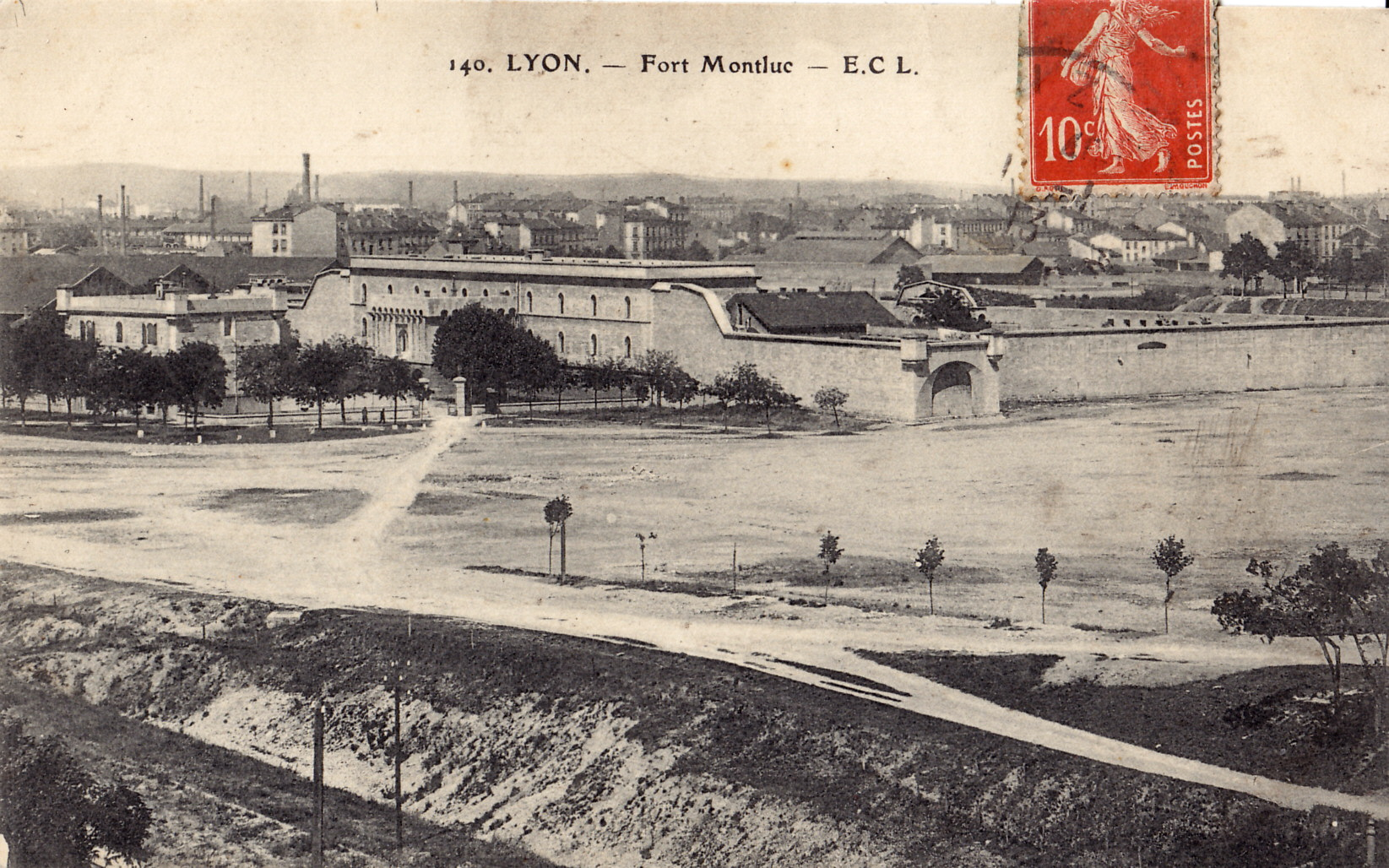
Le fort, au début du XXe siècle.

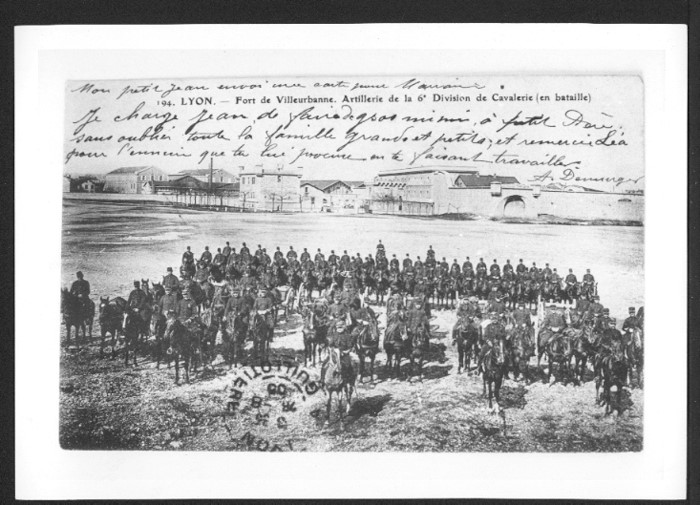
Fort Montluc en 1905

Le fort Montluc est construit entre 1831 et 1835, il faisait partie tout d'abord du système de fortifications de l'agglomération lyonnaise pour se protéger d'éventuelles attaques ennemies sur Lyon. Il est nommé en hommage à Blaise de Montluc, maréchal de France.
De forme trapézoïdale dont le petit côté équipé de deux bastions dans ses angles était tourné vers l'ennemi, protégeant le faubourg de la Guillotière.
Le front de gorge (le plus grand côté) était tourné vers la ville.
Le fort était alors entouré d'eau, à la manière du fort des Brotteaux. Un pont de bois permettait ainsi d'accéder au fort.
L'espace intérieur du fort était occupé par un grand cavalier de deux étages pouvant abriter jusqu'à 600 hommes.
Le fort servit ensuite de casernement à la garnison de Lyon.

### Le fort aujourd'hui
À la fin du XIXe siècle, les glacis du fort sont occupés par l'Intendance militaire régionale, aujourd'hui remplacée par un square.
Le 10 juillet 1949, la Compagnie Républicaine de Sécurité no 141 est transférée d'Albigny-sur-Saône au Fort Montluc. Elle deviendra le 1er janvier 1964, après réforme, la CRS no 45 et occupera les lieux jusqu'à son déménagement à Chassieu le 1er février 1982. Propriété du ministère de l'Intérieur, le fort accueille depuis 2007 le second hôtel de police de l'agglomération lyonnaise.

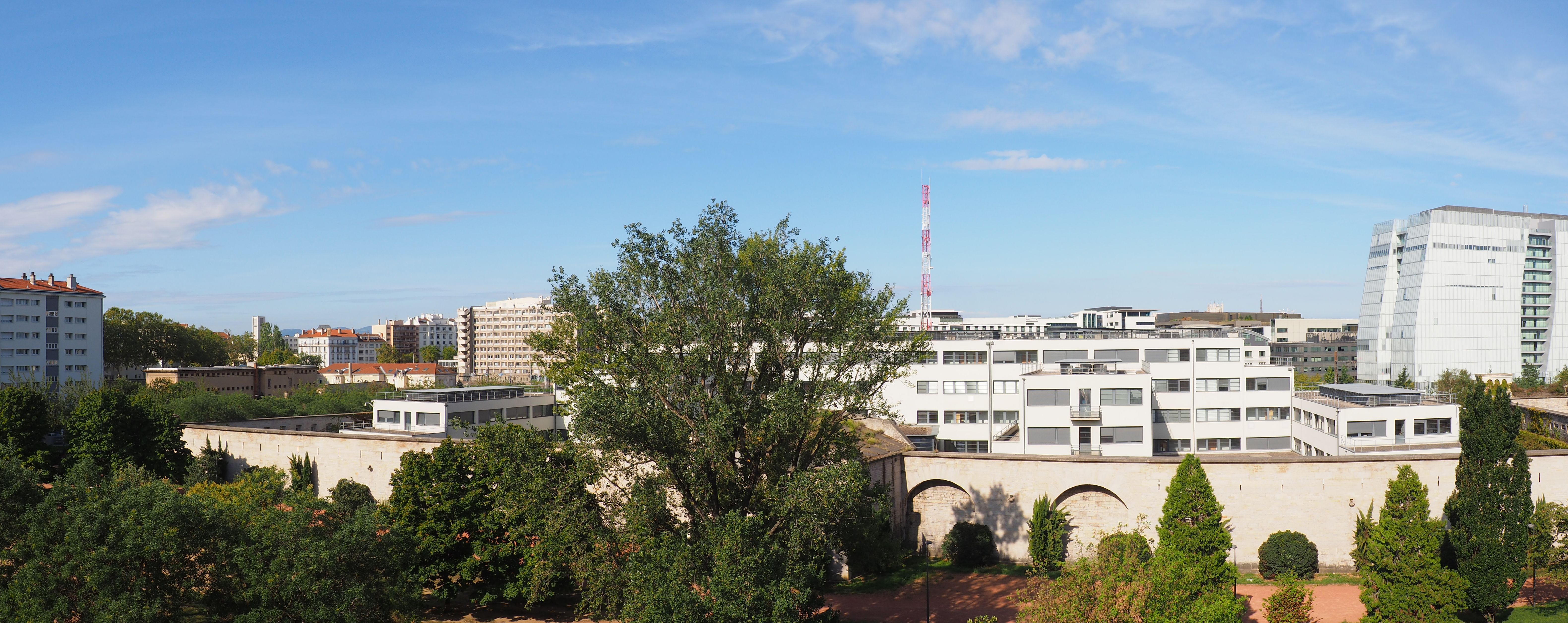
Panorama sur le fort (au centre) et l'ancienne prison (à gauche).